# Midgard
Midgard (dosl. „središnja zemlja”) u nordijskoj mitologiji predstavlja Zemlju, prebivalište čovječanstva napravljeno od tijela diva Ymira, prvog bića. 
Prema legendi su Asi, Ymirova djeca i bogovi nordijske mitologije, ubili Ymira, otkotrljali njegovo tijelo u središnju prazninu svemira i počeli oblikovati Midgard. Ymirovo meso postalo je tlo, krv oceani, kosti planine, zubi litice, kosa drveće, a od njegovog mozga načinjeni su oblaci. Ymirovu lubanju su držala četiri patuljka, Nordri, Sudri, Austri i Vestri (svaki na svojoj strani svijeta) i ona je postala nebeski svod. Sunce, mjesec i zvijezde načinjeni su od raspršenih iskri koje su ostale u lubanji. 
Midgard se u nordijskoj mitologiji nalazi na pola puta između Niflheima na sjeveru, svijeta leda, i Muspelheima na jugu, svijeta vatre. S Asgardom, prebivalištem Asa, spojen je Bifrostom, duginim mostom.